# Mazus pumilus
Espèce
Classification APG III (2009)
Classification APG IV (2016)
Mazus pumilus est une espèce de plantes à fleurs autrefois placée dans les familles  des Scrophulariaceae, puis des Phrymaceae et actuellement des Mazaceae (en classification phylogénétique APG IV (2016), les Mazaceae (genres Dodartia, Lancea et Mazus) sont une famille distincte des Phrymaceae).